# 정치철학
정치철학(政治哲學)은 시민과 국가, 평등과 자유, 법과 정의 등의 본질과 필요성, 정부의 합법성의 근원, 정치와 윤리와의 관계, 전쟁과 평화, 정치란 무엇인가 등에 대한 근원적인 물음에 관한 학문이며, 정치학의 한 분과이고 철학적인 차원에서 논의되는 분야이다.
정치철학의 주요 관심사는 재산권의 정의와 생산수단에 대한 접근의 통제, 분배와 처벌에 있어서의 정의, 법적 판결을 도출하는 진실과 증거에 관한 규칙 등이다.
동양에서도 정치철학적 전통이 오랫동안 축적되어왔다. 정치윤리학에 보다 초점을 맞추어 지도자의 도덕적 덕목과 사물의 이치와 부합하는 정치에 주목했다는 특색이 있으며, 정치와 도덕의 불가분적 관계에 사상적 기반을 두고 있다.

## 같이 보기
- 사회학
- 아나키즘
- 합의 의사결정
- 비판 이론
- 다수주의
- 법철학
- 정치 저널리즘
- 정치적 스펙트럼
- 탈구조주의
- 진보주의
- 정치철학자 목록